# The-Dish-Observatorium

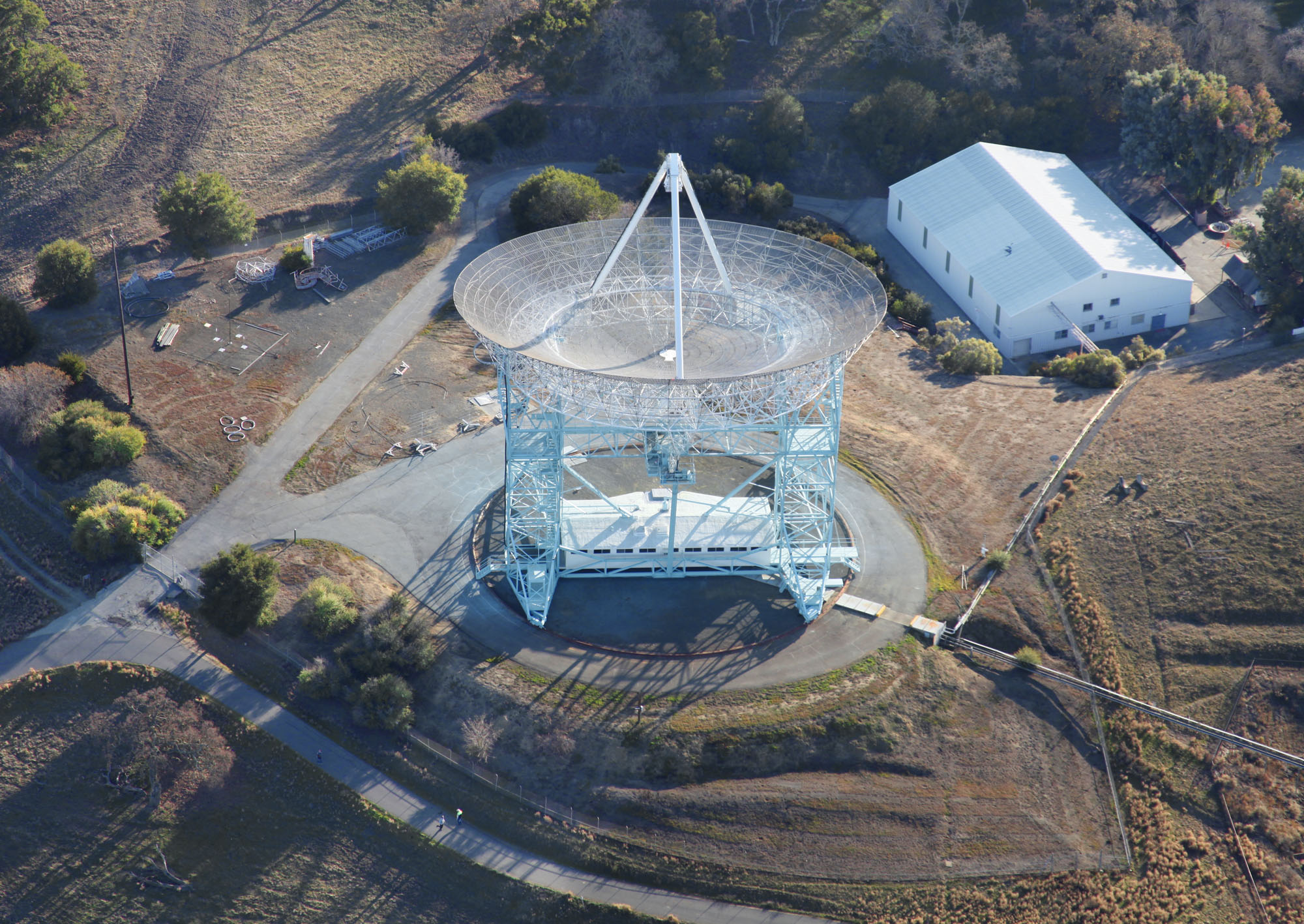
The-Dish-Observatorium (2011)

Das The-Dish-Observatorium (alternative Bezeichnung Stanford Dish) ist ein Radioteleskop für Frequenzen im Bereich von 22 bis 50 MHz im kalifornischen Stanford. Der Hauptreflektor hat einen Durchmesser von 46 m und ist sowohl in der Horizontalen als auch in der Vertikalen drehbar. Es wurde am 30. September 1961 fertiggestellt und war damals das größte bewegliche Radioteleskop der USA. Die Baukosten beliefen sich auf insgesamt 350.000 US-Dollar, die gänzlich von der United States Air Force übernommen wurden. Betreiber der Anlage ist das Forschungsinstitut SRI International.

## Nutzung

### Verwendung durch die CIA
Die Anlage wurde aufgrund ihrer technischen Spezifikationen im Rahmen eines CIA-Projekts genutzt, um ostwärts gerichtete sowjetische Radarsignale auszuspähen. Dafür wurden eigens zwei Empfänger gebaut, welche die sowjetischen Radarstrahlen mithilfe des Moonbounce-Verfahrens analysieren konnten. Ab August 1965 konnte mit The Dish erfolgreich die Abstrahlcharakteristik des 5N15 Dnestr-Radars (NATO-Codename: „Hen House“) ausgewertet werden, was zum damals betriebenen Raketenabwehrsystem „Amur“ gehörte. Durch die genaue Eruierung der Leistungsparameter dieses Radars konnten Gegenmaßnahmen und Taktiken zur Verringerung seiner Wirksamkeit entwickelt werden.

### Zivile Nutzung
Später wurde The Dish zur Kommunikation mit Satelliten und Raumfahrzeugen verwendet. Die bistatische Bauform der Anlage bietet diverse Vorteile für die Radioastronomie. Außerdem wurde die Anlage genutzt, um Signale an die Venussonden Mariner, oder an die beiden Voyager-Sonden der NASA zu senden.
Im Jahr 1982 wurde The Dish zur Rettung des Amateurfunksatelliten UoSAT 1 verwendet, nachdem dieser durch den leistungsschwächeren Emitter des Satellitenbetreibers über Monate nicht mehr erreichbar war.